# Strangesta ramseyi
Strangesta ramseyi är en snäckart som först beskrevs av Cox 1868.  Strangesta ramseyi ingår i släktet Strangesta och familjen Rhytididae. Inga underarter finns listade i Catalogue of Life.